# Trichocyclus ungumi
Trichocyclus ungumi là một loài nhện trong họ Pholcidae. Loài này được phát hiện ở Tây Úc.